# 建桥街道
建桥街道是中华人民共和国湖北省武汉市汉阳区下辖的一个街道办事处。
2016年5月16日，武汉市民政局批复同意建桥街道办事处和翠微街道办事处合并为建桥街道办事处，东临长江与武昌区相望，南至拦江路、国博大道与鹦鹉街道接壤，西至武汉经济技术开发区铁路专线与五里墩街道毗邻，北至龟山南路、京广铁路与晴川街道相连。面积2.87平方公里，人口10.62万人，辖归元、团结、冰塘、白鹤、琴台、西桥、车站、大桥、青石、南城、古楼、显正街、西大街和钟家村14个社区。街道办事处驻地为显正街80号。

## 行政区划
建桥街道下辖以下村级行政区划单位：
团结社区、朝阳社区、西桥社区、白鹤社区、琴台社区、车站社区、归元社区、冰塘社区、钟家村社区、西大街社区、显正街社区、南城社区、古楼社区、大桥社区和青石桥社区。